# Фолингаро (Фрозиноне)
Фолингаро је насеље у Италији у округу Фрозиноне, региону Лацио.
Према процени из 2011. у насељу је живело 14 становника. Насеље се налази на надморској висини од 560 м.